# Georg Essl
Georg Essl (* 1. März 1972 in Graz) ist ein österreichischer Informatiker und Musiker der im Bereich der Mensch-Maschine Schnittstelle, Akustik, Mobile Interaktion und Mobile Musik tätig ist. Er lehrt an der University of Michigan Informatik und Musik.

## Leben und Werk
Georg Essl studierte an der Technischen Universität Graz Telematik und studierte am Johann-Joseph-Fux-Konservatorium Graz Klavier und Komposition. Nach dem Abschluss als Diplom-Ingenieur arbeitete er in der neu gegründeten Firma Hyperwave, die Datenbanken-basierte Web-Server-Technik entwickelte. Es folgte ein Doktoratsstudium an der Princeton University in den Vereinigten Staaten, wo er unter der Betreuung von Perry Cook eine Dissertation zum Thema physikalischer Modellierung von musikalischen Klängen schrieb, die eine neue Klangsynthesemethode entwickelte, die heute unter dem Namen Banded Waveguides bekannt ist.
Nach Abschluss des Studiums 2002 lehrte er Informatik, Musik und Digitale Kunst an der University of Florida. 2003 ging er nach Dublin, Irland, um mit Sile O'Modhrain am neu gegründeten MIT Media Lab Europe neue elektronische Musikinstrumente zu entwickeln. In dieser Zeit entstand eine Reihe von neuartigen Musikinstrumenten. Eines der erfolgreichsten Instrumente PebbleBox wurde im Victoria und Albert Museum in London 2005 ausgestellt. Nach der Schließung vom Media Lab 2005 forschte er bei den Deutsche Telekom Laboratories, einem An-Institut der Technischen Universität Berlin, wo er bahnbrechende Arbeiten zur Begründung des Mobilen Musizierens leistete. Dabei werden herkömmliche programmierbare Mobiltelefone als interaktive Musikinstrumente verwendet.
Er ist einer der Mitbegründer der "MoPho"-Bewegung. MoPhos sind Mobil-Geräte-Orchester. Zusammen mit Ge Wang und Henri Penttinen begründete er das Stanford Mobile Phone Orchestra und war später auch Gründer und Leiter des Berliner Mobile Phone Orchesters und des Michigan Mobile Phone Ensembles. Er war Advisor und Consultant für die iPhone App Firma Smule, die unter anderem mobile Musikinstrumente wie Ocarina und Leaf Trombone entwickelte.
Seit 2009 lehrt er Informatik und Musik an der University of Michigan. Er ist Architekt und Entwickler der mobilen Musikplattformen SpeedDial und urMus und hat topologische und strukturtheoretische Ideen zur Klangsynthese beigetragen. So hat er gezeigt, dass Circle Maps als nicht-lineare Verfremdungen von linearen Oszillatoren für die Klangsynthese interessant sind. Seine Klangsynthese Methoden, wie Banded Waveguides werden von Komponisten wie Paul Lansky, Brad Garton, Matt Burtner, Juraj Kojs und Ted Coffey verwendet und sind in vielen Syntheseprogrammen wie Synthesis Toolkit (STK), Percolate oder ChucK zu finden.
Georg Essl ist nicht mit dem Computermusik-Komponisten Karlheinz Essl verwandt.